# Erik Adolf Wennström
Erik Adolf Wennström, E.A. Wennström, född 16 februari 1822 i Söderhamn, död där 29 april 1903, var en svensk grosshandlare.
Wennström, som var son till färgaren Edmund Wennström, inköpte 1858 tillsammans med brodern Carl Petter Wennström och rådmannen Lorentz Edling egendomen Tönshammar jämte underlydande hemman, järnmanufakturverk, spiksmedja, tegelbruk etc., men de tre delägarna sålde detta 1863. Han inköpte 1869 det av Carl Petter Wennström samma år anlagda Källskärs sågverk på Storkällskärs udde på södra sidan av Söderhamnsfjärden. Året därpå överlät han en tredjedel till brukspatron Carl Anton Rettig i Kilafors och en tredjedel till grosshandlare Otto Lyrholm i Göteborg samtidigt som firmanamnet Källskärs sågverks intressenter antogs. År 1882 återköpte Wennström Rettigs andel och 1892 bildades Källskärs AB, som då övertog rörelsen, och 1896 sålde Wennström sin andel till firman O. Lyrholm & C:o, som då blev ensam ägare. År 1903 övertogs aktierna i bolaget av C.F. Neame & C:o i London, som 1916 sålde dem till Åsbacka Trävaru AB i Söderhamn.
Wennström var ordförande i styrelsen för Söderhamns Sparbank 1864–1873 och blev suppleant i centralstyrelsen för Helsinglands Enskilda Bank 1873. Han var ordförande i stadsfullmäktige i Söderhamns stad 1876–1877 och 1880–1894.